# خلیل دشتی‌زاده
خلیل دشتی‌زاده (زاده ۱۳۲۹ در آبادان) سرهنگ خلبان جنگنده گرومن اف-۱۴ تامکت نیروی هوایی ارتش جمهوری اسلامی ایران است.
مورخ نظامی فرانسوی پیر رازو ۵ پیروزی هوایی را به او نسبت داده‌است، رکوردی که او را به عنوان یک خلبان تک‌خال واجد شرایط می‌کند.